# Kütu Folk Records
Kütu Folk Records est un label de musique indépendant basé à Clermont-Ferrand. Créé en 2006 par un collectif d’artistes (réunissant The Delano Orchestra, Leopold Skin, Pastry Case et St Augustine). Il se différencie par une esthétique commune avec des pochettes cousues main et des liens forts noués entre les différents artistes avec les concerts réalisés ensemble.

L’une des valeurs est de laisser une liberté totale aux artistes, des compositions à la création de la pochette.

Le nom a été choisi pour donner l'idée d'un « label cousu main », Kütu évoquant « la couture et ses connotations naïves », folk faisant référence à « la sincérité de chansons très personnelles, à [leur] sensibilité aux paysages d'Auvergne, plus qu'à un style musical ».

## Artistes du label
Les artistes de Kütu Folk Records sont ouverts à tous les styles de musique. The Delano Orchestra propose des sonorités entre la folk et le post-rock, Leopold Skin retrace l’histoire de la folk, Pastry Case mélange des beats hip-hop/indie, de claviers, de samplers et de voix scandées et St. Augustine compose une folk moderne. 

En avril 2009, les quatre groupes fondateurs du collectif ont sorti leurs albums en commun et une tournée commune. La presse musicale a loué l’initiative du label qui offre un renouveau à la scène française musicale avec une qualité et une identité commune.
- The Delano Orchestra
- Leopold Skin
- Pastry Case
- St. Augustine

## Artistes sous licence
En 2010, l’activité du label s’étend avec la signature de soso (hiphop indépendant/ Canada), evening hymns (folk / Canada) et Hospital Ships  (folk/usa) sous licence.
- Evening Hymns (en)
- Hospital Ships
- soso